# هنر در حکومت صفویان
در دورهٔ صفویه ایران در هنر و معماری پیشرفت زیادی کرد. دلایل شکوفایی هنر و معماری در دورهٔ صفویه عبارتند از:
- حکومت قدرتمند و یک پارچه:صفویان توانستند مخالفان خود را در داخل کشور سرکوب کنند. آنها با دشمنان قدرتمند خود مانند عثمانی‌ها در غرب و ازبکان در شرق نیز جنگیدند و پیروز یهایی به دست آوردند. بدین ترتیب آنها حکومتی قدرتمند و یکپارچه به وجود آوردند.
- رونق تجارت:در دورهٔ صفویه، تجارت و داد و ستد رونق زیادی پیدا کرد. کالاهای صادراتی مهمّ ایران در آن زمان، ابریشم و پارچه‌های زربفت و سنگ‌های قیمتی و خشکبار بود که هم از راه خشکی با کاروان‌ها و هم از راه دریا با کشتی به کشو رهای دیگر فرستاده می‌شد. از این تجارت، ثروت و درآمد خوبی به دست می‌آمد.
- برقراری امنیت در راه‌ها و شهرها:حکومت صفویه، به ساختن راه‌ها و کاروانسراها اهمّیت زیادی می‌داد. کاروانسراها محلّ استراحت و تأمین آذوقهٔ مسافران و چهارپایانی بود که را ه‌های طولانی را از شهری به شهری دیگر طی می‌کردند. صفویان امنیت را در راه‌ها و شهرها برقرار کردند و همین امنیت باعث می‌شد کاروانها با آسودگی سفر کنند.
- حمایت از هنرمندان و صنعتگران:حاکمان صفوی به ویژه شاه عباّس از هنرمندان و صنعتگران و دانشمندان حمایت می‌کردند. آنها برای ساختن بناهای باشکوه، پول زیادی خرج می‌کردند.

شاهان صفوی مانند سایر شاهان ثروتمند بودند. آنها زمین‌های زیادی را در کشور به ملک شخصی خود درآورده بودند. درآمد حکومت و مخارج شاه و درباریان از راه مالیات‌هایی که از ولایات می‌گرفتند، تأمین می‌شد. کشاورزان، بازرگانان و صنعتگران و هم مردم مجبور بودند بخشی از درآمد خود را به مأموران حکومت بدهند.

## موسیقی
به خاطر حرام بودن موسیقی در این دوره، این هنر پیشرفت زیادی نکرد. سازندگان ساز و نوازندگان، افرادی تهیدست بودند. به خاطر عدم استقبال از موسیقی، عده‌ای موسیقیدانان و نوازندگان به دربار شاه هند رفتند. در این دوره، مقام و منزلت موسیقیدانان بسیار کاهش یافت. با وجود این، موسیقی از ایران رخت بر نبست، بلکه در مراسم رسمی و نقاره خانه‌ها پابرجا ماند. گذشته از این، موسیقی بخشی از زندگی اجتماعی قبایل و مردم به حساب می‌آمد. در مراسم عروسی و اعید، سازها به صدا درمی‌آمدند و مردم با کف زدن و رقص و آواز در آن مراسم شرکت می‌کردند. در مهمانی‌های دربار و در حضور سفیران نیز موسیقی و رقص مورد توجه بود. سازها و ابزارهای موسیقی در این دوره عبارت بودند از: نی، عود، کرنا، چنگ، طبل، قاشقک، دایرهٔ زنگی و سنتور.

## نقاشی
صفویان در بسیاری از موارد، به ویژه در هنر نقاشی، وارث هنر تیموریان هستند. در دوران سلطنت شاه طهماسب، یکی از جنبه‌های هنر نقاشی یعنی کتاب سازی به حد کمال رسید. خود شاه اوقات زیادی را برای آموختن نقاشی صرف می‌کرد. بیش تر هنرمندان بر جسته آن عصر، از دوستان و ندیمان شاه محسوب می‌شدند. شاه طهماسب در تذهیب سرلوحه مهارت زیادی داشت. شاه عباس اول، چنین دلبستگی به نقاشی نداشت، در عوض توجه زیادی به معماری و شهرسازی داشت. از نظر ویژگی‌های فنی، هنر نقاشی در طول حکومت صفویان تغییراتی کرد. به عنوان مثال، به جای تصویر قهرمانان و اسطوره‌ها، به واقعیت‌ها و شرح زندگی مردان و زنان ادیب توجه زیادی شد.
در این دوره، دو مکتب نقاشی ظهور کردند: مکتب اول، به مکتب بهزاد نقاش معروف است و در تبریز شکل گرفت. این نقاش بزرگ، مدیریت کتابخانهٔ سلطنتی (انجمن کتاب‌نویسی) را به عهده داشت که در آن، هنرمندان به تهیه نسخه‌های بسیار زیبا مشغول بودند. در این کارگاه مهم‌ترین فنون هنرهای کتاب سازی، خوشنویسی، تذهیب، صحافی و تصویر نگاری مورد توجه بود. تعداد قابل توجهی نقاش، خطاط و تذهیب کار، زیر نظر بهزاد به کار اشتغال داشتند. بسیاری از زیردستان و شاگردان بهزاد، بعدها از نقاشان معروف زمان خود شدند.
نقاشی در کتاب‌ها و نسخه‌های خطی، در زمان شاه عباس اول از رونق افتاد و نقاشان به کشیدن تصویر ثروتمندان و شاهزادگان روی آوردند. به این ترتیب، مکتب دوم نقاشی دورهٔ صفویه، معروف به مکتب رضا عباسی به وجود آمد. در زمان این شاه، روابط ایران با دیگر کشورهای اروپایی افزایش یافت و سفیران، سیاحان و هنرمندان این کشورها به اصفهان رفت‌وآمد می‌کردند. این امر در هنر نقاشی ایران تأثیر به سزایی داشت. در زمان شاه عباس، یک مدرسهٔ نقاشی تأسیس شد که استادان ایرانی و خارجی در آن به آموزش نقاشی پرداختند. در این دوره، کشیدن تصویر با رنگ‌های ساده بر دیوارها، بناها و استفاده از نقاشی برای تزئین بناها متداول شد. شاه عباس دوم به خاطر علاقهٔ زیادی که به نقاشی غربی داشت، یکی از نقاشان را برای تکمیل هنر نقاشی به رم فرستاد. بعد از این، برخی نقاشان ایرانی از روش غربی تقلید کردند.

## تذهیب
تذهیب در ایران رواج زیادی داشت. تذهیب کاران پس از خوشنویسان، از اعتبار بالایی برخوردار بودند. ابتدا خطاطان کتاب‌های مورد نظر را می‌نوشتند، سپس تذهیب کاران به تذهیب صفحات آن‌ها می‌پرداختند. این کار بیش تر در نسخه‌های قرآن و دیوان اشعار انجام می‌شد. این هنر پر هزینه بود، زیرا در تذهیب از طلا و سنگ لاجورد استفاده می‌شد.

## خوشنویسی
در دورهٔ صفویه هنر خطاطی به کمال رسید، به خصوص خط نسخ، به خاطر توسعهٔ علوم دینی بسیار رایج شد. در ی شاه عباس، خوشنویسی پیشرفت زیادی کرد. علی رضات عباسی (تبریزی) و میرعماد، از خوشنویسان بزرگ آن زمان بودند.

## صحافی و تجلید
برای حفظ ورق‌های کتاب‌های خط و تصویرهای آن‌ها، صحافی و تجلید اهمیت زایدی داشت. جلد را از چرم می‌ساختند سپس روی جلد و نیز داخل آن را با طرح‌های زیبا تزئین می‌کردند. در زمان شاه طهماسب، علاوه بر جلد چرمی از جلد مقوایی نیز استفاده شد. نقاشان روی مقوا، منظره‌های شکل، گل و باغ را می‌کشیدند. در دورهٔ صفویه جلدهای بسیار زیبا و ظریفی ساخته شد. برای تجلید و تزئین جلدها از قابل‌های فلزی استفاده می‌شد.